# 30 ans (album)
Albums de Pierre Bachelet
Tu ne nous quittes pas (Bachelet chante Brel) Essaye
30 ans est le 5e et dernier album enregistré en public de Pierre Bachelet, sorti le 9 juin 2005 chez Papa Bravo (TF1 Video), moins de 4 mois après sa mort. Il est également paru en DVD.
Enregistré au Casino de Paris le 22 octobre 2004, à l'occasion d'une série de concerts célébrant les 30 ans de carrière de Pierre Bachelet. Il s'agit de l'enregistrement d'un des tout derniers concerts du chanteur éprouvé par la maladie.

## Liste des titres

### CD 1
| No  | Titre                                                       | Paroles                           | Musique             | Durée |
| --- | ----------------------------------------------------------- | --------------------------------- | ------------------- | ----- |
| 1.  | Un homme simple                                             | Nelly Mella                       | Philippe Delevingne | 4:34  |
|     | J'suis craquant                                             | texte de Jacques Rosny            |                     |       |
| 2.  | No man's land                                               | Jean-Pierre Lang                  | Pierre Bachelet     | 4:17  |
| 3.  | Sans amour                                                  | Jean-Pierre Lang                  | Pierre Bachelet     | 5:15  |
| 4.  | Sans toi                                                    | Jean-Luc Spagnolo-Pierre Bachelet | Jean-Luc Spagnolo   | 3:57  |
| 5.  | J'veux danser                                               | Yann Queffélec                    | Pierre Bachelet     | 4:13  |
| 6.  | Théo, je t'écris                                            | Jean-Pierre Lang                  | Pierre Bachelet     | 5:44  |
| 7.  | Le Chêne                                                    | Jean-Pierre Lang                  | Pierre Bachelet     | 3:52  |
| 8.  | On ne prend pas le temps d'aimer                            | Jean-Pierre Lang                  | Pierre Bachelet     | 4:53  |
| 9.  | Embrasse-la                                                 | Jean-Pierre Lang                  | Pierre Bachelet     | 4:22  |
| 10. | Né pour vivre (avec les Petits Écoliers chantants de Bondy) | Yann Queffélec                    | Pierre Bachelet     | 5:27  |
|     | Mais j'espère (avec les Petits Écoliers chantants de Bondy) | Jean-Pierre Lang                  | Pierre Bachelet     |       |
| 11. | En l'an 2001 (avec les Petits Écoliers chantants de Bondy)  | Jean-Pierre Lang                  | Pierre Bachelet     | 4:58  |

### CD 2
| No  | Titre                                             | Paroles                                  | Musique          | Durée |
| --- | ------------------------------------------------- | ---------------------------------------- | ---------------- | ----- |
| 1.  | Emmanuelle                                        | Pierre Bachelet                          | Pierre Bachelet  | 5:44  |
| 2.  | Je ne suis que de l'amour                         | Pierre Delanoë                           | Pierre Bachelet  | 3:10  |
| 3.  | Nuage                                             | Jacques Larue                            | Django Reinhardt | 4:10  |
| 4.  | Pleure pas Boulou                                 | Jean-Pierre Lang                         | Pierre Bachelet  | 5:21  |
| 5.  | 20 ans                                            | Jean-Pierre Lang                         | Pierre Bachelet  | 6:42  |
| 6.  | Elle est d'ailleurs                               | Jean-Pierre Lang                         | Pierre Bachelet  | 4:26  |
| 7.  | Di un altro mondo (interprété par Patrizia Grilo) | Jean-Pierre Lang - adapt. : G. Calabrese | Pierre Bachelet  | 4:17  |
| 8.  | Medley :                                          |                                          |                  | 11:53 |
|     | - Mais l'aventure                                 | Jean-Pierre Lang                         | Pierre Bachelet  |       |
|     | - Un ami qui s'en va                              | Jean-Pierre Lang                         | Pierre Bachelet  |       |
|     | - Écris-moi                                       | Jean-Pierre Lang                         | Pierre Bachelet  |       |
|     | - L'Homme en blanc                                | Jean-Pierre Lang                         | Pierre Bachelet  |       |
|     | - Quand l'enfant viendra                          | Jean-Pierre Lang                         | Pierre Bachelet  |       |
|     | - Pour l'une d'entre vous                         | Jean-Pierre Lang                         | Pierre Bachelet  |       |
|     | - Les Lolas                                       | Jean-Pierre Lang                         | Pierre Bachelet  |       |
| 9.  | Marionnettiste                                    | Jean-Pierre Lang                         | Pierre Bachelet  | 5:00  |
| 10. | Les Corons                                        | Jean-Pierre Lang                         | Pierre Bachelet  | 4:54  |
| 11. | Fils de                                           | Jacques Brel                             | Gérard Jouannest | 4:52  |
| 12. | Final (Tu es là)                                  | Jean-Pierre Lang                         | Pierre Bachelet  | 7:37  |